# Apteronotus albifrons
Apteronotus albifrons is een straalvinnige vissensoort uit de familie van de staartvinmesalen (Apteronotidae). De wetenschappelijke naam werd gepubliceerd in 1766 door Carl Linnaeus.